# Иван Вариклечков
Иван Петров Вариклечков е български офицер от флота, контраадмирал. Командващ Българския военноморски флот.

## Биография
Иван Вариклечков е роден на 7 юли 1891 г. в гр. София, България. Той е едно от четирите деца на семейството на майор Петър Вариклечков. Завършва Военното училище в София с артилерийска специалност. Служи в бреговата батарея и като командир на подводница №18.
По време на Първата световна война служи на германски подводници в Северно море и Атлантическия океан. Създава способ за откриване на противникови подводници. Командир на торпедоносеца „Смели“. След излизането на България от войната превежда френски части през р. Дунав. Награден е с френския орден „Почетен легион“.
Служи като началник-щаб на флота, след което през 1931 г. е назначен за командир на Дунавски речен полк. През 1931 – 1932 г. е изпратен на специализация в Германия и стажува в 30 корабни и брегови поделения, щабове и учебни заведения на германския флот. През 1932 г. е назначен на служба към щаба на Морската бригада, а през следващата година е назначен за началник на Морските учебни заведения.
В периода 1933 – 1935 г. е командир на българския флот. Въвежда на въоръжение български заградителни мини. През 1935 г. е в свитата на царя, а през 1936 г. става флигел-адютант на цар Борис III, на когото е един от любимците, и изпълнява тази длъжност до 1937 г., когато отново е назначен за командващ флота. Въоръжава флота с торпедни катери „Люрсен“ и разработва бойните му планове. На 1 май 1937 година става първият действащ конраадмирал на Българския военноморски флот. От същата година е и командир на Морската дивизия.
На 10 октомври 1939 г. се провежда коронен съвет, на който пред царя и министрите адмиралът се противопоставя категорично на плановете България да стане съюзник на Германия. Адмиралът е уволнен и става фермер. Адмирал Вариклечков владее немски, френски, английски и руски език. Свири на цигулка. Женен е за Вилма-Луиза Ото, от която има син Крум. Награден е с над 20 ордени, медали и нагръдни знаци.
След 9 септември 1944 г. е арестуван и лежи в лагери и затвор. Пенсията му е спряна. Адмирал Вариклечков е разработван от Държавна сигурност през 50-те години за работа за чужди разузнавания, но такава не е открита.
Не търси покровителство, въпреки че е близък роднина на армейския генерал Иван Михайлов. Умира на 23 февруари 1974 г.

## Публикации
Адмирал Иван Вариклчеков е автор на краткия монографичен труд „Съвременното състояние на подводното дело“, издаден в гр. София през 1930 г. В монографията е направен анализ на състоянието на подводния флот във всяка една от великите сили към момента на написването ѝ. В разработката е представена подробно и битка между британски боен кораб и немска подводница по време на Първата световна война, като най-вероятно става дума за разказ по лични спомени на адмирала от службата му в германския подводен флот по време на Първата световна война.
За коронния съвет на 10 октомври 1939 г. адмирал Вариклчеков подготвя специален доклад, който с право може да се приеме за венец на българските конюнктурни проучвания от 20-те и 30-те години на двадесети век. Наред с чисто военната оценка на състоянието на великите сили – Германия и Съветския съюз, в доклада е намерил място и подробен икономически анализ на възможностите на двете страни да мобилизират икономически ресурси за воденето на военен конфликт.

## Памет
На 7 юли 2011 г. във Варна е открита паметна стена, посветена на контрадмирала Иван Вариклечков. Тя се намира на ул. „Преслав“ 16, на сградата на Щаба на флота.

## Военни звания
- Подпоручик (4 септември 1910)
- Поручик (5 август 1913)
- Мичман I ранг (март 1915)
- Лейтенант (16 март 1917)
- Капитан-лейтенант (12 август 1920)
- Капитан II ранг (26 март 1925)
- Капитан I ранг (6 май 1932)
- Контраадмирал (6 май 1937)